# University of California, Davis

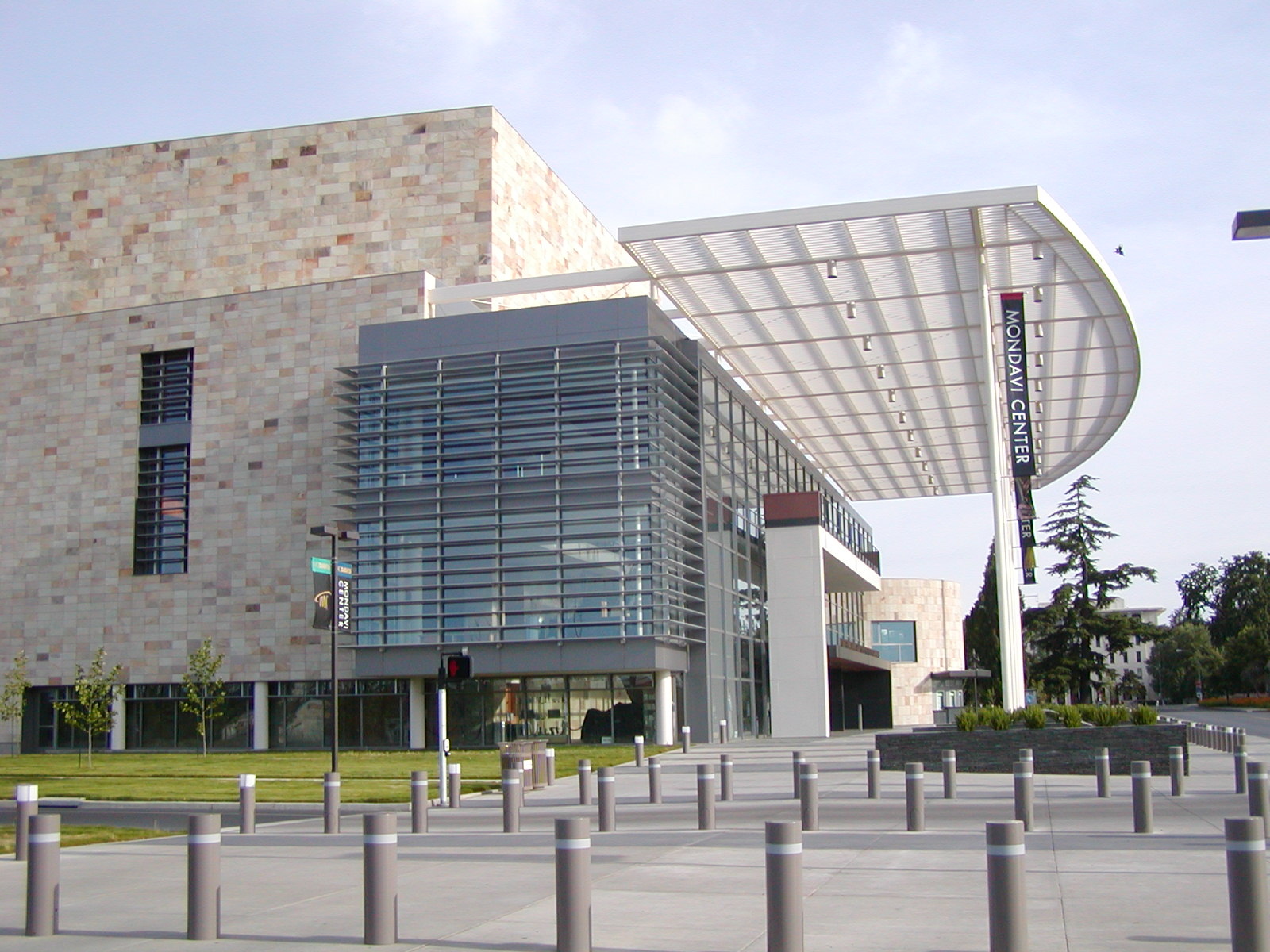
Mondavi Center for the Performing Arts – UC Davis

Die University of California, Davis (UC Davis; deutsch Universität von Kalifornien, Davis) wurde 1905 gegründet und gehört zur University of California (UC), einem System staatlicher Universitäten im US-Bundesstaat Kalifornien. Der Campus der Universität befindet sich in Davis, etwa 25 km westlich von Sacramento. Im Herbst 2005 waren 29.637 Studenten an der Universität eingeschrieben. Die Hochschule ist Mitglied der Association of American Universities, einem seit 1900 bestehenden Verbund führender forschungsintensiver nordamerikanischer Universitäten.

## Geschichte
Am 18. März 1905 wurde ein Gesetz erlassen, das die Gründung einer University Farm vorsah. Als dritter UC-Campus nahm sie ihren Betrieb 1909 mit 40 Studenten der UC Berkeley auf. Die ersten weiblichen Studenten wurden 1914 zugelassen. 1959 schließlich wurde der Campus offiziell als siebter Campus im University-of-California-System aufgenommen.

## Sport
Die Sportteams der UC Davis nennen sich die Aggies. Die Universität ist Mitglied der Big West Conference. Mehrere Teams, die Sportarten betreiben, die nicht von der Big West gesponsert werden, spielen woanders:
- Football spielt in der Big Sky Conference.
- Frauen-Feldhockey spielt in der America East Conference.
- Frauen-Reitsport nimmt an der Eastern College Athletic Conference teil.
- In der Mountain Pacific Sports Federation treten Frauen-Turnen, Indoor-Leichtathletik für Frauen sowie Frauen-Schwimmsport gegeneinander an.
- Männer-Ringen nimmt an der Big 12 Conference teil.

Im Juli 2026 wird UC Davis als vollwertiges, aber nicht footballerisches Mitglied der Mountain West Conference beitreten. Die Football-Mannschaft wird weiterhin in der Big Sky Conference spielen.

## Vorfälle
Im November 2011 hatte ein Polizist friedlich protestierende Studenten der Occupy-Bewegung mit Pfefferspray attackiert. Die UC versucht seitdem, diesen Vorfall mit erheblichem Aufwand aus den Ergebnislisten von Suchmaschinen wie Google zu entfernen.

## Persönlichkeiten

### Professoren
- Margo De Mello (* 1964) – Interkulturelle Anthrozoologie (seit 2013)
- Francisco J. Ayala (1934–2023) – Genetiker, Evolutionsbiologe und Philosoph (ab 1971)
- Charles Bamforth (* 1952) – Brauwissenschaftler (seit 1999)
- Robert C. Feenstra (* 1956) – Ökonom (seit 1986)
- Michael Gazzaniga (* 1939) – Neurologe (1992–1996)
- Max Kleiber (1893–1976) – Biologe, Agrar- und Ernährungswissenschaftler (1929–1960)
- Erich Loewy (1927–2011) – Bioethiker, Kardiologe
- Emmy Werner (1929–2017) – Entwicklungspsychologin

### Absolventen
- John Randall Hennigan (* 1979) – Profiwrestler (Johnny Nitro)
- Wei-Shau Hu – Genetikerin und HIV-Forscherin
- Stephen Kern Robinson (* 1955) – Astronaut
- Ann Veneman (* 1949) – Direktorin des UNICEF
- Robert Clark Young (* 1960) – Autor
- Hans Reiner Schultz (* 1959) – Direktor der Forschungsanstalt Geisenheim
- Rory Bosio (* 1984) – Ultramarathon- und Bergläuferin
- Hasan Minhaj (* 1985) – Comedian
- Delia Owens (* 1949) – Zoologin und Schriftstellerin
- Hartmut Hopp – Arzt und Glaubensvertreter